# クリストファー・ハコン
クリストファー・デレク・ハコン FRS (Christopher Derek Hacon, 1970年2月14日 - )は、イギリスとイタリアとアメリカ合衆国の国籍を持つ数学者。現在ユタ大学で数学の特別教授(distinguished professor, DP)を務め、大統領寄付講座を開催している。研究対象は代数幾何学である。
ハコンはマンチェスターに生まれ、イタリアで育ち、ピサ高等師範学校を卒業し、1992年ピサ大学で数学の学士号を得た。1998年カリフォルニア大学ロサンゼルス校で、ロバート・ラザースフェルドの指導の下、博士号を取得した。

## 賞と栄誉
2007年、ハコンはジェームズ・マッカーナンと共同で、「3以上の次元の代数多様体の双有理幾何学、特にフリップの存在の帰納的証明」の業績に対し、クレイ研究賞を受賞した。
2009年、マッカーナンと共同で、代数に対する顕著な貢献に対し、コール賞を受賞した。
2010年、ハイデラバードで開かれた国際数学者会議にて、「代数幾何学」の題目で招待講演を行った。
2011年、イタリアのアカデミーであるアッカデーミア・デイ・リンチェイより、数学・力学と応用におけるフェルトリネッリ賞を受賞した。
2012年、アメリカ数学会のフェローに選出された。
2012年、サイモンズ財団の研究者になった。
2015年、アメリカ数学会のムーア賞を受賞した。
2017年、アメリカ芸術科学アカデミーの会員に選出された。
2017年、ジェームズ・マッカーナンと共同で、2018年の数学ブレイクスルー賞を受賞した。
2018年、米国科学アカデミーの会員に選出された。
2019年、王立協会フェローに選出された。